# Skolmassakern i Bremen 1913

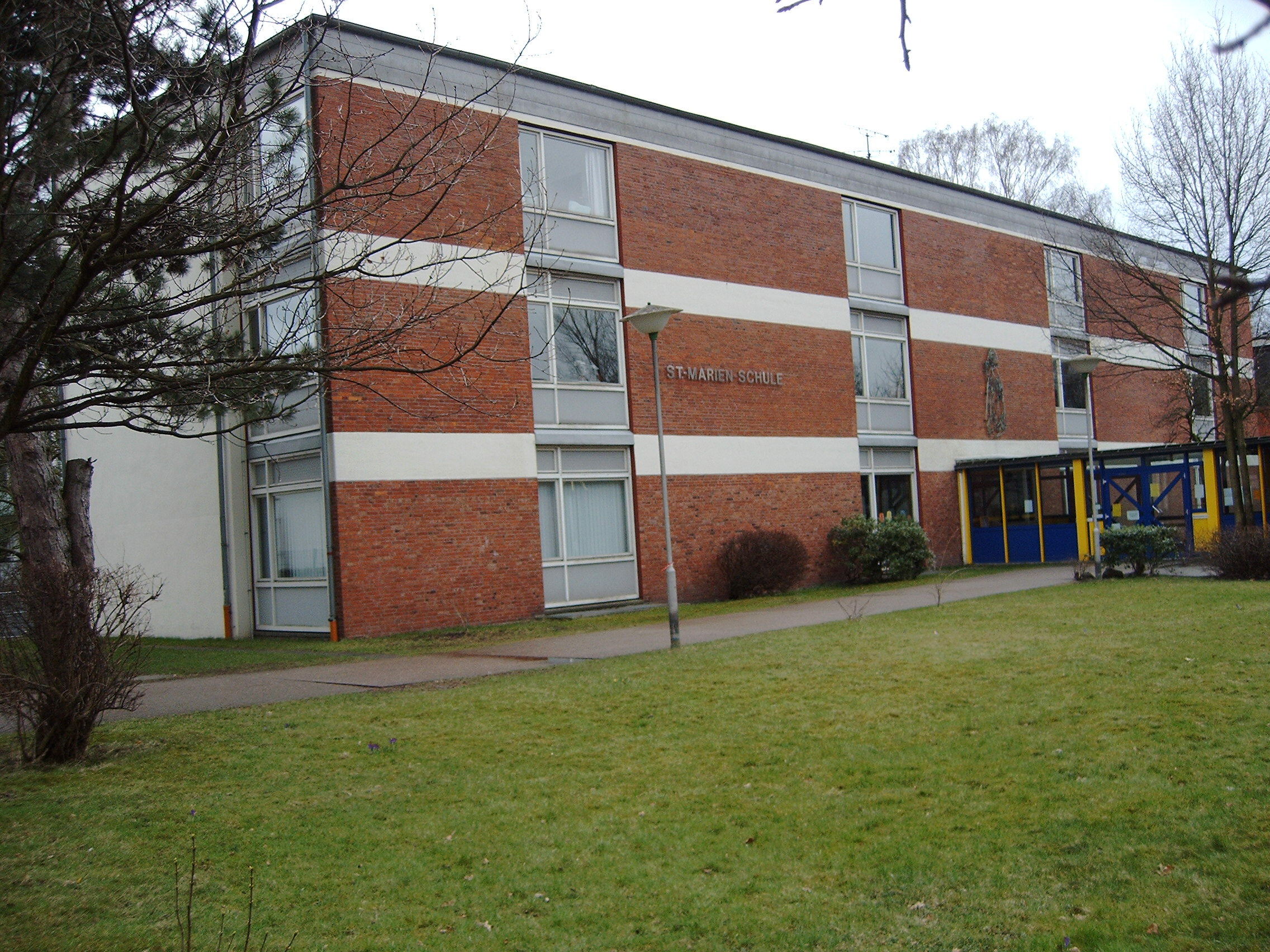
Skolan 2006.

Skolmassakern i Bremen 1913 (tyska: Amoklauf in Bremen 1913) var en skolmassaker som inträffade den 20 juni 1913 på romersk-katolska Sankt-Marien-Schule i kvarteret Walle i Bremen. Gärningsmannen, 29-årige arbetslöse läraren Heinz Schmidt från Sülze, sköt mot elever och lärare. Hans beskjutning dödade fem flickor, medan över 20 personer skadades, innan han övermannades av skolpersonal.

### Fotnoter
1. ↑  Kills 3, wounds 17 in a classroom, The New York Times (June 21, 1913)
2. ↑  24 shot by madman Arkiverad 18 oktober 2012 hämtat från the Wayback Machine., The Washington Post (June 21, 1913)
3. ↑  100 Jahre St. Marien - Geschichte einer Kirchengemeinde im Bremer Westen Arkiverad 21 mars 2009 hämtat från the Wayback Machine.
4. ↑  Der Probst segnete alle Klassen Arkiverad 7 juni 2011 hämtat från the Wayback Machine., Stadtteil-Kurier (September 13, 2007)